# Martin Weitzman
Martin Weitzman, né le 1er avril 1942 et mort le 27 août 2019, est un économiste enseignant à l'université Harvard. Il a fait partie des économistes les plus influents dans le monde, selon IDEAS/RePEc. Ses dernières recherches sont centrées sur l'économie de l'environnement, et en particulier sur les questions économiques liées au réchauffement climatique et aux catastrophes environnementales.

## Formation
Weitzman est B.A. (en mathématiques et physique) du Swarthmore College en 1963,  M.S. en statistique et recherche opérationnelle de l'université Stanford en 1964, et reçoit un Ph.D. en économie  au Massachusetts Institute of Technology en 1967.

## Recherches
Les recherches de Weitzman incluent une grande diversité de sujets, allant de l'économie de l'environnement et des ressources naturelles aux fondations microéconomiques de la macroéconomie, en passant par l'économie de la biodiversité ou du partage des profits, et la planification de l’économie. 
Beaucoup de ces recherches se concentrent sur le réchauffement climatique. L'analyse coût-avantage traditionnelle s'intéresse au coût de son contrôle (par la réduction des émissions de gaz à effet de serre) comparé aux bénéfices (l'arrêt ou le ralentissement du réchauffement). Cependant, la plupart de ces analyses ne prennent pas en considération les dégâts qui résulteraient d'un important changement climatique ; Weitzman les a ajouté à l'analyse et montré ainsi que des mesures immédiates devaient être prises.
Weitzman est également bien connu pour son étude des prix et des contrôles de quantités produites : il propose de comparer les bénéfices et les coûts marginaux pour déterminer les types de contrôle les plus efficaces. Par exemple, dans le cas de la pollution, il montre que si la pente des coûts marginaux est plus élevée que celle des bénéfices marginaux, le plus efficace est de contrôler les prix, alors que sinon, le plus efficace est de contrôler les quantités produites[réf. souhaitée].

## Livres
Weitzman a écrit trois livres : The Share Economy: Conquering Stagflation (« L'économie de partage : conquérir la stagflation »), Income, Wealth, and the Maximum Principle (« Revenus, richesse et le principe du maximum »), et, plus récemment, Climate Shock: the economic consequences of a hotter planet (« Le choc climatique : les conséquences économiques d'une planète plus chaude »), en collaboration avec Gernot Wagner (en).  
Dans The Share Economy: Conquering Stagflation, Weitzman propose que la cause principale de la stagflation est que les salaires des employés sont fixés, sans tenir compte des performances de l'entreprise. Income, Wealth, and the Maximum Principle s'adresse en particulier aux étudiants avancés en économie,  désireux de formuler et de résoudre  des problèmes complexes de répartition des ressources. Climate Shock s'adresse à un large public, détaillant en quoi ce que nous savons sur le réchauffement climatique est nuisible et ce que nous ignorons pourrait être encore pire.

## Enseignement et autres postes
Weitzman commence à enseigner en 1967 comme professeur assistant d'économie à l'université Yale, puis comme professeur associé jusqu'en 1972 ; il rejoint alors  le Massachusetts Institute of Technology ; il y est professeur de 1974 à 1989. Il devient ensuite professeur à l'université Harvard, où il donne deux cours de niveau maîtrise sur l'économie environnementale.
Weitzman est également consultant du Groupe de la Banque mondiale, du SRI International et de l'Agence des États-Unis pour le développement international.
Enfin, il a été éditeur associé des publications suivantes : Journal of Comparative Economics, Economic Letters, Journal of Japanese and International Economies, et Journal of Environmental Economics and Management.

## Récompenses
- National Science Foundation Fellow, 1963–65
- Woodrow Wilson Fellow, 1963–64
- Ford Foundation Dissertation Fellow, 1966
- Guggenheim Fellow, 1970–71
- Fellow of the Econometric Society, 1976–present
- Fellow of the American Academy of Arts and Sciences, 1986–present
- Association of Environmental and Resource Economists: Special Award for “Publication of Enduring Quality.”
- Keynote speaker, 2002 World Congress of Environmental Economists
- Keynote speaker, 2006 World Congress of Animal Geneticists

## Publications
Weitzman a publié plus de 90 articles, la plupart dans des journaux économiques. En particulier, récemment  :
- Prior-Sensitive Expectations and Asset-Return Puzzles, janvier 2007
- The Stern Review of the Economics of Climate Change , février 2007
- On Modeling and Interpreting the Economics of Catastrophic Climate Change, décembre 2007

Ainsi que 
- The Share Economy, Harvard University Press, 1984 (traduit en sept langues)